# Bernhard Zwitzel
Bernhard Zwitzel (* um 1496; † 1570 in Augsburg) war ein deutscher Architekt und Werkmeister der Renaissance.
1536 bis 1538 entwarf der als "obrister Bauführer" den sogenannten Deutschen Bau der Landshuter Stadtresidenz.
Ab 1538 bis zu seinem Tod war er Stadtwerkmeister der Stadt Augsburg, für die er u. a. die Jakobspfründe (1541–46), das Ballhaus (1548), die Kaufleutestube (1549), das alte St. Annagymnasium (1562) und die Geschlechterstube (1563–65) baute.
Daneben war er auch für die Fugger tätig.
Es wird vermutet, dass er am Entwurf des Marstall- und Kunstkammergebäudes (Alte Münze) in München beteiligt war.
Er hatte mehrere Söhne, die ebenfalls im Bauwesen tätig waren, so Simon Zwitzel.